# Malloewia
Malloewia là một chi ruồi trong họ Chloropidae.